# Càrex fosc
El càrex fosc (Carex parviflora) és una herba perenne de la família de les ciperàcies.

## Descripció
És un geòfit cespitós, glauc, amb rizoma d'entrenusos llargs i tiges fèrtils trígones, les quals mesuren 5-50 cm. Les fulles són iguals o un poc més curtes que les tiges, uns 3-6 mm. La bràctea basal sol ser més menuda que la inflorescència, on s'observen les espigues femenines denses, sèssils, localitzades en la part inferior, mentre que les superiors corresponen a les masculines. Els utricles, de 2-3 x 1-2 mm, són verdosos en el marge, amb el centre negre, dotats amb un curt bec. El seu període de floració va des de maig fins a agost. Nombre cromosòmic 2n = 84.

## Ecologia i hàbitat
Té una distribució eurosiberiana. Apareix en la major part d'Europa, l'oest d'Àsia, l'Àfrica del Nord, Groenlàndia i el nord-est d'Amèrica del Nord. A la península Ibèrica és possible observar-lo en la Serralada Cantàbrica, Pirineus, al Sistema Ibèric Central i Sierra Nevada. Als Països Catalans aquesta herba prolifera a Girona i Lleida, també a Castelló (País Valencià).
Creix en praderies humides, torberes, zones temporalment entollades i a les vores de rierols, des dels 1000 als 3300 m d'altitud. Apareixen en sòls àcids (pH 3,5 - 5,5) i molt pobres en nitrogen.
Comunitats d'elevada cobertura i poc port formades principalment per hemicriptòfits i neòfits hidròfils que conviuen amb nombrosos briòfits que, en zones entollades, formen torberes planes.

## Etimologia
- Carex: deriva del llatí cārĭce, cārex o cārĭcis, que fan referència al canyís.[1]
- parviflora: esdevé del llatí parvi (menut) i floris (flor).[2]

## Galeria

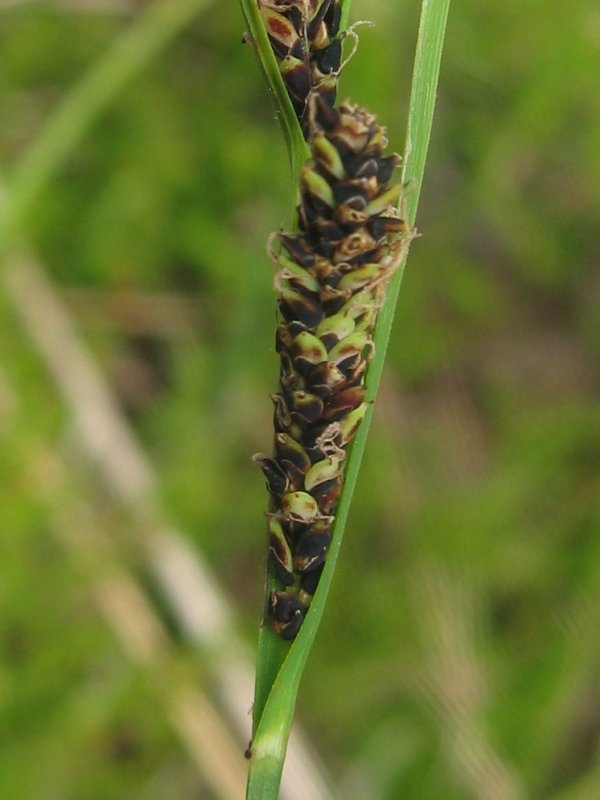
Inflorescència femenina.
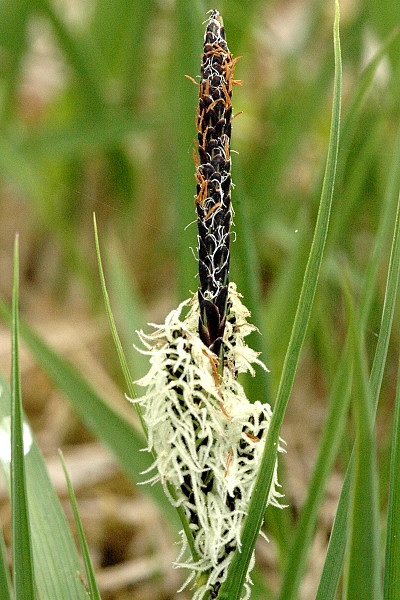
Inflorescència masculina.
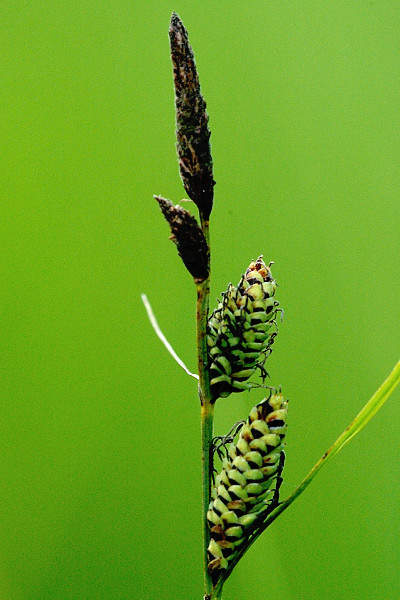
Inflorescències masculines (dalt) i femenines (baix).
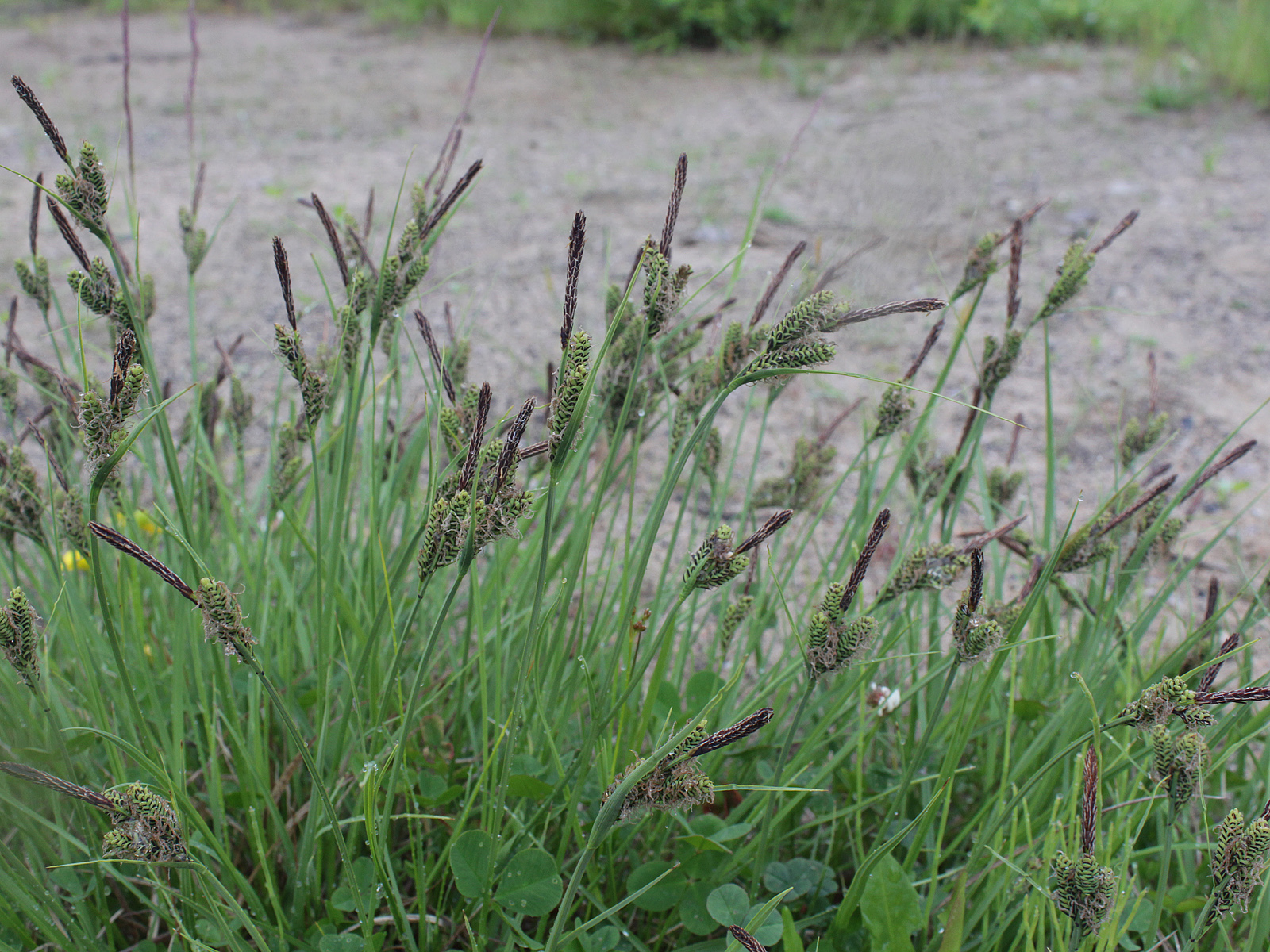
Càrex in vivo (Oulu, Finlàndia)
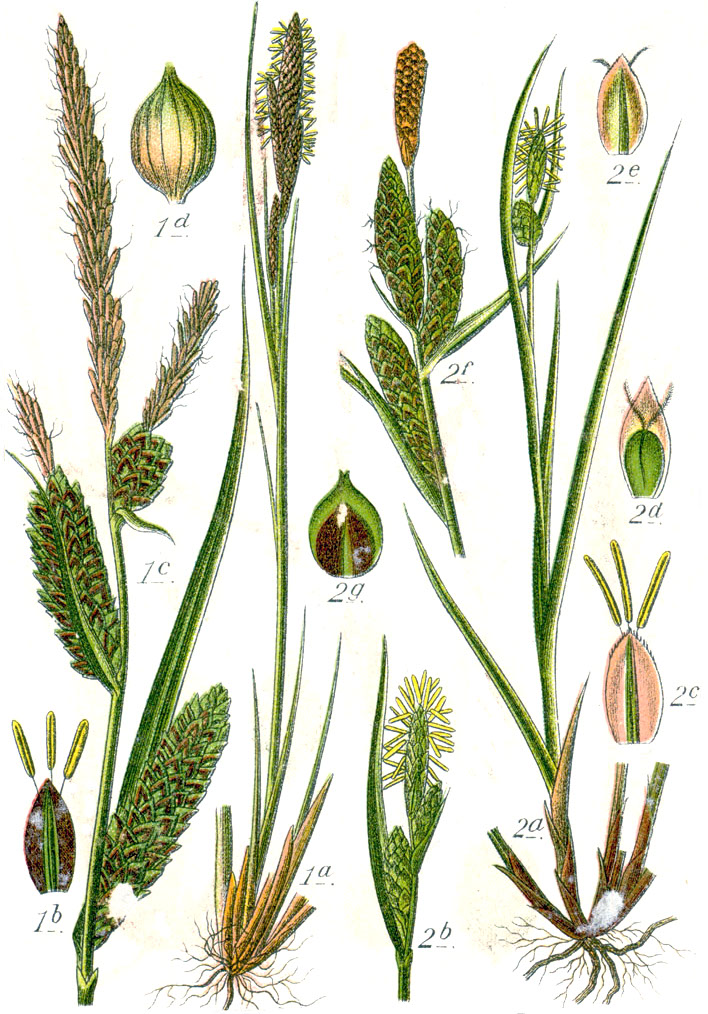
Il·lustració extreta de Deutschlands Flora in Abbildungen.